# Gun Ek
Gun Linnéa Ek, ogift Andersson, född 3 juni 1936 i Brännkyrka församling i Stockholm, död 21 mars 2022, var en svensk dramatiker. 
Gun Ek avlade efter akademiska studier filosofisk ämbetsexamen. Hon var med i makens tidiga revyer i Uppsala och har gjort pjäser som satts upp av Malmö Stadsteater, Friluftsteatern i Uppsala, Riksteatern och Radioteatern.
Hon var sedan 1957 gift med Rune Ek (1929–2021), skådespelare och revyförfattare. De var bosatta i l'Herbaudière på Île de Noirmoutier i Frankrike.

## Pjäser i urval
- Käraste Bröder av Gun Ek, Malmö Stadsteater 1980[5]
- Sista Ronden av Gun Ek, Riksteatern 1981
- Tjuren Ferdinand Pantomim av Edward Wojcicki med text av Gun Ek. Malmö Stadsteater 1980/1981, 77 föreställningar. Stenhammarsalen i Göteborg, 53 föreställningar.
- Det osar fläsk i Dragarbrunn Friluftsteatern i Uppsala 1982, Folklustspel av Gun Ek, musik Kjell Andersson[3]
- Livtag i Flygande maror av Gun Ek. Radioteatern 1982.[6]
- Värdshuset Lerkrogen Folklustspel av Gun Ek, musik Roland Ericson Friluftsteatern i Uppsala 1983[3]